# Arian Kastrati
Arian Kastrati (Sittard, 15 juli 2001) is een Kosovaars-Nederlands voetballer die als aanvaller voor Fortuna Sittard speelt.

## Carrière
Arian Kastrati speelde in de jeugd van VV Sittard, VV DVO en Fortuna Sittard. In het seizoen 2017/18 zat hij al enkele wedstrijden in de selectie van het eerste elftal van Fortuna Sittard wat tweede werd in de Eerste divisie en naar de Eredivisie promoveerde. Hij debuteerde voor Fortuna Sittard op 10 januari 2021, in de met 1-3 gewonnen uitwedstrijd tegen sc Heerenveen. Hij kwam in de 90e minuut in het veld voor Emil Hansson. Na acht invalbeurten voor Fortuna werd hij in het seizoen 2021/22 verhuurd aan het Sloveense NK Dekani. In zijn debuutwedstrijd tegen NK Brežice 1919 scoorde hij zijn eerste doelpunt in het betaald voetbal. In Januari 2022 werd Kastrati voor de rest van het seizoen 2021/22 verhuurt aan MVV Maastricht met optie tot koop.

### Statistieken
| Seizoen                        | Club            | Land           | Competitie     | Competitie | Competitie | Beker | Beker | Totaal | Totaal |
| Seizoen                        | Club            | Land           | Competitie     | Wed.       | Dlp.       | Wed.  | Dlp.  | Wed.   | Dlp.   |
| ------------------------------ | --------------- | -------------- | -------------- | ---------- | ---------- | ----- | ----- | ------ | ------ |
| 2017/18                        | Fortuna Sittard | Nederland      | Eerste divisie | 0          | 0          | 0     | 0     | 0      | 0      |
| 2020/21                        | Fortuna Sittard | Nederland      | Eredivisie     | 7          | 0          | 1     | 0     | 8      | 0      |
| 2021/22                        | Fortuna Sittard | Nederland      | Eredivisie     | 0          | 0          | 0     | 0     | 0      | 0      |
| 2021/22                        | → NK Dekani     | Slovenië       | 2. SNL         | 13         | 3          | 0     | 0     | 13     | 3      |
| Carrièretotaal                 | Carrièretotaal  | Carrièretotaal | Carrièretotaal | 20         | 3          | 1     | 0     | 21     | 3      |
| Bijgewerkt op 24 december 2021 |                 |                |                |            |            |       |       |        |        |

## Interlandcarrière
Kastrati is in Nederland geboren uit Kosovaarse ouders. Op 15 maart 2021 ontving Kastrati een oproep van Kosovo onder 21 voor tweede vriendschappelijke wedstrijden tegen Qatar op 26 maart en 29 maart 2021.